# Bárányos Károly
Bárányos Károly (Bethlen, 1892. április 23. – Budapest, 1956. augusztus 5.) magyar mezőgazdasági szakember, miniszter, országgyűlési képviselő.

## Életpályája
Szülei: Bárányos István (1859–1916) és Horváth Mária (1863–1933) volt. Jogot tanult a budapesti egyetemen. 1910–1919 között a földművelésügyi minisztérium díjnoka, 1919–1934 között segédfogalmazója, 1934–1938 között miniszteri segédtitkára volt. 1914–1918 között katonaként szolgált az első világháborúban. 1935–1944 között a Külkereskedelmi Hivatal alelnöke és a Dőry Konzervgyár Rt. igazgatóságának tagja volt. 1938–1944 között miniszteri tanácsosi rangban dolgozott. 1941–1944 között adminisztratív államtitkár volt. 1944 után igyekezett fékezni a német gazdasági követelések teljesítését, ezért 1944 áprilisában nyugdíjazták. 1945–1946 között közellátási, 1946–1947 között pedig földművelésügyi miniszter volt. 1946-tól az FKGP tagja volt. 1947–1949 között Baranya megye országgyűlési képviselője volt. 1949-ben a Magyar Országos Szövetkezeti Központ elnökeként nyugdíjba vonult.

## Magánélete
1922-ben Budapesten házasságot kötött Rónay Gizellával (1895-1985). Három gyermekük született: Ildikó (1923-?) kertészmérnök, László (1926-?) és Károly (1926-?) építészmérnök.

## Művei
- A mezőgazdasági értékesítés jelenlegi helyzete (Magyar Gazdák Szemléje, 1940)
- A magyar földművelésügy átmenetgazdasági problémái (Budapest, 1944)

## Díjai
- Magyar Köztársasági Érdemrend Középkeresztje a csillaggal (1947)